# Élisabeth de Bavière (1801-1873)
Pour les articles homonymes, voir Élisabeth de Bavière.
Titres
Reine consort de Prusse
7 juin 1840 – 2 janvier 1861
(20 ans, 6 mois et 26 jours)
Princesse héritière de Prusse
29 novembre 1823 – 7 juin 1840
(16 ans, 6 mois et 9 jours)
Élisabeth Ludovica de Bavière, princesse de Bavière, puis reine consort de Prusse, est née le 13 novembre 1801 à Munich, dans l'électorat de Bavière, et morte le 14 décembre 1873 à Dresde, dans le royaume de Saxe. Fille du roi Maximilien Ier et de la reine Caroline de Bavière, elle est l'épouse du roi Frédéric-Guillaume IV de Prusse.

## Famille
Issue de la maison de Wittelsbach, Élisabeth est la fille du roi Maximilien Ier de Bavière et de la reine Caroline, née princesse Caroline de Bade.

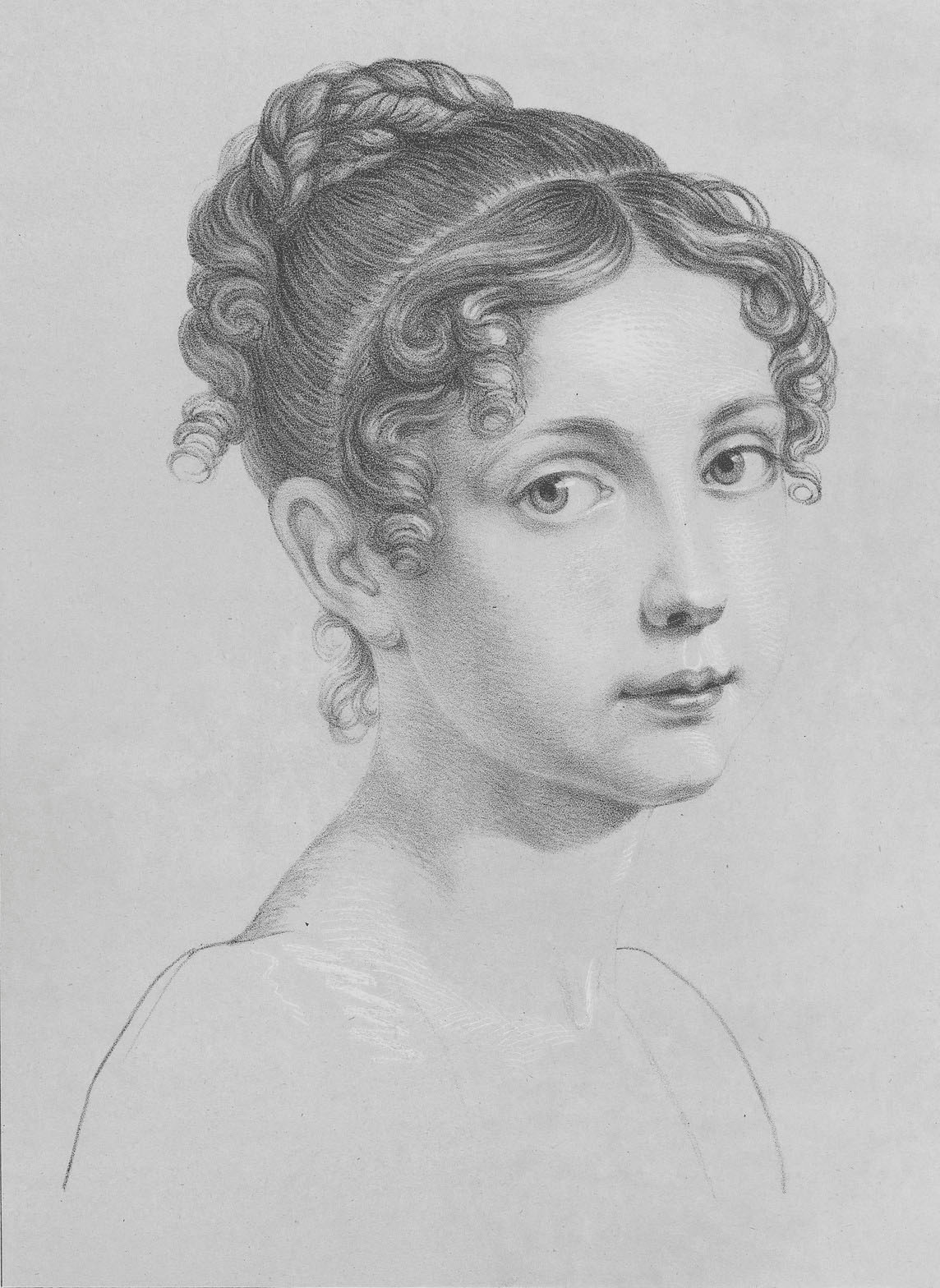
La reine Elisabeth de Prusse, alors une princesse bavaroise, en 1822.

Élisabeth est la sœur jumelle de la reine Amélie de Saxe et également la sœur de la reine Marie de Saxe, de l'archiduchesse Sophie d'Autriche, de la duchesse Ludovica en Bavière, de la duchesse Augusta de Leuchtenberg épouse d'Eugène de Beauharnais, et du roi Louis Ier de Bavière.
Elle est la tante de l'empereur François-Joseph d'Autriche et de la duchesse Élisabeth en Bavière (qui se marient en 1854), dite Sissi, dont elle est aussi la marraine, de la reine Marie-Sophie des Deux-Siciles et de la princesse Sophie d'Orléans, duchesse d'Alençon.
Le 29 novembre 1823, Élisabeth épouse le Kronprinz (prince héritier) Frédéric-Guillaume de Prusse (le futur Frédéric-Guillaume IV), dont le mariage ne produisit aucune descendance. Elle refuse de devenir protestante comme condition à son mariage, pour monter sur le trône de Prusse aux côtés du futur roi, insistant sur le fait qu'elle ne se convertirait que si elle était convaincue des mérites de la foi réformée après l'avoir étudiée par elle-même. Leur mariage a cependant lieu, la couronne de Prusse pariant sur sa conversation avant l'accession au trône du Kronprinz. Ce n'est que le 5 mai 1830, soit à peu près sept ans après son mariage, qu'Élisabeth se convertit officiellement au protestantisme,.
Le prince Guillaume, frère cadet du Kronprinz, qui pour sa part a été contraint d'épouser la princesse Augusta de Saxe-Weimar-Eisenach, femme libérale et francophile avec laquelle il s'entendit mal, exauça les attentes de la Cour de Prusse en engendrant rapidement avec son épouse un héritier à la dynastie, le prince Frédéric, permettant d'assurer le futur de la couronne et en surpassant le péril de la stérilité du couple royal.
En 1840, à la mort de son père, le Kronprinz Frédéric-Guillaume devient roi de Prusse sous le nom de Frédéric-Guillaume IV. La nouvelle reine Élisabeth sera une fervente partisane de l'alliance avec l'Autriche.

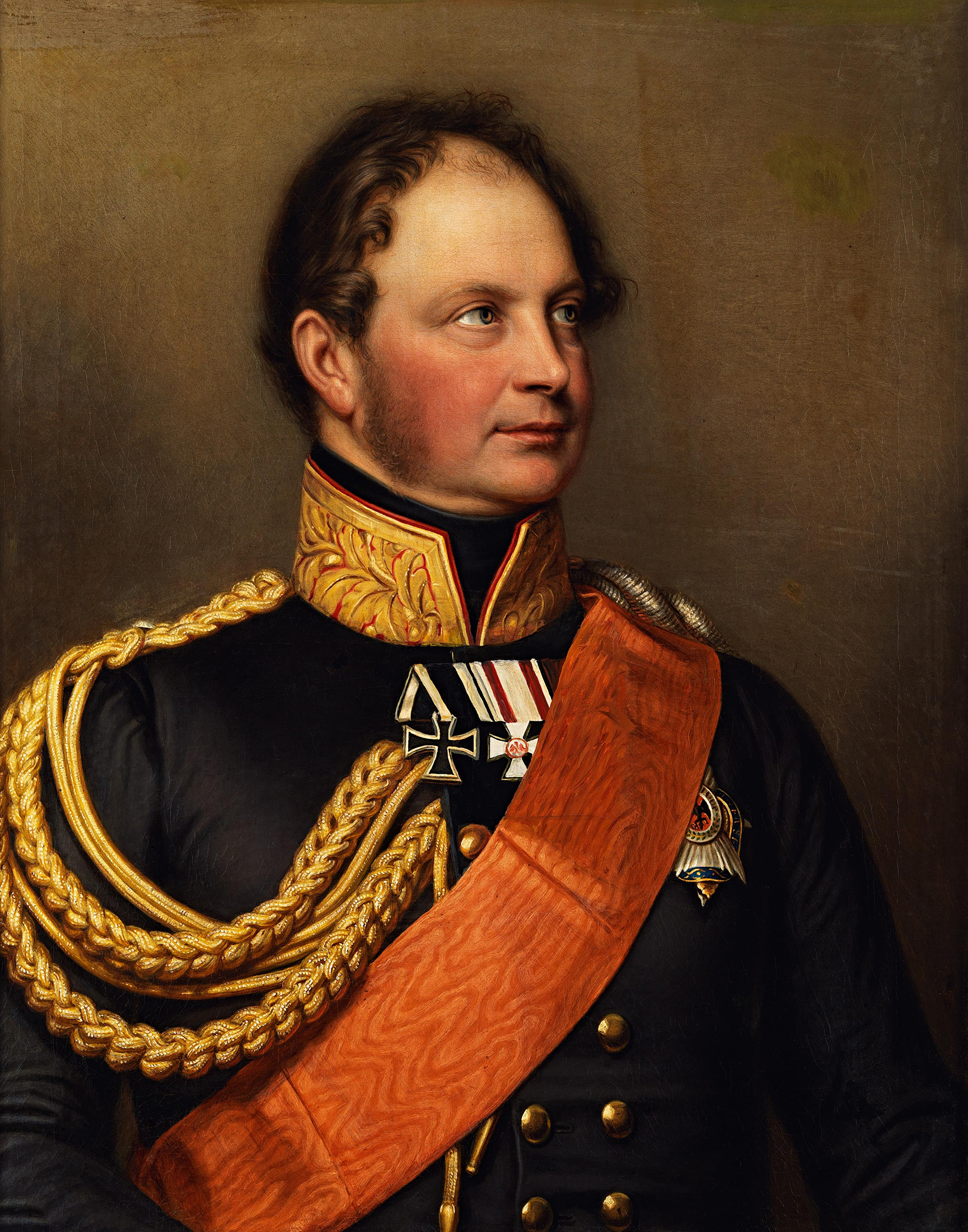
Le roi Frédéric-Guillaume IV de Prusse, mari d'Elisabeth.

La Prusse est ébranlée par la révolution de 1848. La bourgeoisie libérale offre à Frédéric-Guillaume d'être le souverain d'une Allemagne unifiée, mais Frédéric-Guillaume méprise une couronne qu'il qualifie de "ramassée dans les caniveaux". Le roi Frédéric-Guillaume IV retrouve son pouvoir et la répression est sévère, tandis que l'Autriche retrouve son leadership au sein de la Confédération germanique.
En 1852, l'empereur François-Joseph Ier d'Autriche souhaite se rapprocher du royaume de Prusse et engage des pourparlers en vue d'épouser la princesse Anne de Prusse, nièce de Frédéric-Guillaume IV. Le roi de Prusse, soutenu par son conseil, dédaigne les velléités autrichiennes. À la demande de sa sœur, l'archiduchesse Sophie, la reine s'entremet mais ses efforts restent vains. L'empereur épousera une de ses cousines bavaroises, la duchesse Élisabeth en Bavière, qui deviendra célèbre sous son surnom de "Sissi".
En 1858, le roi Frédéric-Guillaume IV est frappé d'une congestion cérébrale et ne peut plus exercer la réalité du pouvoir. La régence est confiée à son frère cadet, le prince Guillaume.
La même année, le prince héritier Frédéric épouse à Londres la princesse Victoria du Royaume-Uni, fille aînée de la reine Victoria. La jeune mariée de 17 ans rejoint son nouveau pays par un temps glacial. L'accueil que lui réserve Élisabeth sera tout aussi peu encourageant.
« N'avez vous pas trop froid » sont les seuls mots d'accueil que cette souveraine frustrée saura adresser à la jeune étrangère. « Oui madame », répondra avec intelligence la jeune princesse britannique, « si ce n'est mon cœur qui est chaud ».
Quelques mois plus tard, le jeune couple mettra au monde un fils, le futur Guillaume II.
Le roi Frédéric-Guillaume IV meurt en 1861 et son frère Guillaume lui succède sur le trône prussien, sous le nom de Guillaume Ier. Il appelle au pouvoir Otto von Bismarck. Celui-ci unifie l'Allemagne « par le fer et le sang ». En 1866, à l'issue d'une guerre fratricide, il soumet les États allemands – dont la Bavière – et chasse l'Autriche de la sphère germanique. Il agrandit la Prusse au détriment de ses voisins notamment par l'annexion du royaume de Hanovre, ancienne possession anglaise. En 1870, entraînant les autres États allemands dans une guerre défensive contre la France, il profite de la victoire pour donner à la Prusse le leadership du nouvel empire allemand.
Durant son veuvage, Élisabeth reçoit le soutien de la jeune princesse Victoria. Reconnaissante, la reine douairière révisera son jugement sur la jeune Kronprinzessin et lui accordera son amitié au point de lui léguer par testament ses bijoux (qui selon l'usage devaient pourtant revenir à la reine suivante, Augusta, épouse du prince-régent Guillaume, futur Guillaume Ier).
L'archiduchesse Sophie, vaincue et désabusée, meurt en 1872. La reine douairière Élisabeth meurt quelques mois plus tard en 1873 au cours d'une visite qu'elle rendait à sa sœur jumelle la reine Amélie de Saxe.